# 旧庙镇
旧庙镇，是中华人民共和国辽宁省阜新市阜新蒙古族自治县下辖的一个乡镇级行政单位。

## 行政区划
旧庙镇下辖以下地区：
旧庙村、阿哈来村、后查台村、梁南村、梁北村、代海营子村、马耳营子村、海力板村、哈四村、他不郎营子村、新邱村、哈达营子村、沙金营子村和祎景村。